# 曽我部美幸
曽我部美幸（そがべ みゆき、1979年11月19日 - ）は、日本の女子プロレスラー。沖縄県那覇市出身。身長155cm、体重55kg、血液型A型。

## 経歴
1996年11月24日神奈川・クラブチッタ川崎の対阿部幸江戦でデビュー、Jd'に所属していた。
1997年のタッグリーグ戦ではCoogaとのタッグで出場、マスクを被り「Leoga」を名乗っていた。
1998年7月5日、後楽園ホール大会をもって引退した。

## 得意技
- ブルドッギング・フェースバスター